# TVV SZOLNOK
A Tiszavidéki Vasút SZOLNOK típusú 93–94 pályaszám-csoportú, majd MÁV IIId. osztályú, végül 314 sorozatú mozdonyai magyar C n2 tengelyelrendezésű gőzmozdonyok voltak. 1878 és 1879 között gyártotta a MÁV Gépgyár.

## Története
A mozdonyokat 1878–1879-ben Budapesten építették. Belsőkeretes, külső gépezetű, belül elhelyezett Stephenson-rendszerű vezérlésűek voltak. Ezek a MÁV Gépgyár által kifejlesztett mozdonyok voltak az első közép-európai hengeres tolattyús gépek. Az egyiket az 1870-es párizsi világkiállításon bemutatták. Pályaszámuk 93–94 lett, nevük pedig SZOLNOK és KARCAG.
Amikor 1880-ban a TVV beleolvadt a MÁV-ba, a pályaszámok 391–392-re változtak, a második pályaszámrendszerben IIId osztályba sorolták őket és a 2241–2242 pályaszámokat kapták meg. 1911-ben a harmadik pályaszámrendszer szerint a 314,001–002 pályaszámúak lettek.

## Fordítás
Ez a szócikk részben vagy egészben  a   TVV 93–94 című német Wikipédia-szócikk fordításán alapul.  Az eredeti cikk szerkesztőit annak laptörténete sorolja fel. Ez a jelzés csupán a megfogalmazás eredetét és a szerzői jogokat jelzi, nem szolgál a cikkben szereplő információk forrásmegjelöléseként.